# Хартс
ФК Хартс (на английски: Heart of Midlothian F.C., ФК Харт ъф Мидлоудиън) е шотландски професионален футболен отбор, базиран в района Горгий на столицата Единбург. Отборът е основан през 1874 г. и е един от най-старите футболни отбори в света. Играе в Шотландската премиър лига, най-високото ниво на шотландския клубен футбол. През сезон 2013/14 изпада от Шотландската премиър лига, след като са му отнети 15 точки поради налагане на административно наказание.

## Срещи с български отбори

### „Лудогорец“
На 3 юли 2014 г. изиграва контролен мач с българския Лудогорец (Разград) в английския град Лай. Срещата завършва при резултат 2:0 за „Лудогорец“.

## Успехи
- Шотландска премиър лига
  -  Шампион (4): 1894/1895, 1896/1897, 1957/1958, 1959/1960
  -  Вицешампион (14): 1893/1894, 1898/1899, 1903/1904, 1905/906, 1914/1915, 1937/1938, 1953/1954, 1958/1959, 1964/1965, 1985/1986, 1987/1988, 1991/1992, 2005/2006
- Чемпиъншип
  -  Шампион (2): 1979/80, 2014/15
  - Второ място (2): 1977/78, 1982/93
- Купата на Шотландия
  -  Носител (8): 1890/91, 1895/96, 1900/01, 1905/06, 1955/56, 1997/98, 2005/06, 2011/12
  -  Финалист (8): 1902/03, 1906/07, 1967/68, 1975/76, 1985/86, 1995/96, 2018/2019, 2019/20
- Купата на Лигата:
  -  Носител (4): 1954/55, 1958/59, 1959/60, 1962/63
  -  Финалист (3): 1961/62, 1996/97, 2012/13
- Victory Cup:
  -  Финалист (1): 1919
- Футболна лига на Единбург:
  -  Шампион (2): 1894 – 95, 1895 – 96
- Източно Шотландска футболна лига:
  -  Шампион (7): 1896 – 97, 1897 – 98, 1898 – 99, 1899 – 00, 1903 – 04, 1904 – 05, 1905 – 06
- Inter City Football League:
  -  Шампион (2): 1901 – 1902, 1902 – 03
- Фестивална купа:
  -  Шампион (2): 2003, 2004.
- Football World Championship:
  -  Шампион (1): 1902

## Български футболисти
- Николай Тодоров: 2015 - (0 мача - 0 гола) (Премиършип)
- Алекс Петров: 2017/20 - (0 мача - 0 гола) (Премиършип)